# Monsalvarga
Monsalvarga é uma aldeia portuguesa da freguesia de Vassal, concelho de Valpaços com cerca de 45 habitantes, dista 2 km de Vassal, 6 km de Valpaços e 18 km da cidade de Chaves

## Topónimo
Nome provavelmente de origem céltica,significrá uma povoação situada no sopé de um monte ou de uma serra.

## Atividade Económica
A população ou está reformada ou se dedica à agricultura, produzindo Azeite, Vinho, Batatas, Amêndoas e outros frutos

## Património
- Capela de Monsalvarga
- Fonte de Mergulho
- Nicho das Alminhas